# 2C-B
2C-B або 4-Бромо-2,5-диметилоксифенілетиламін (сленгова назва – «Сибір»), відомий психоделік сімейства 2С. Вперше синтезований Олександром Шульгіним в 1974 році. В його книзі «PiHKAL», вказано дозу 12-24 мг. 2C-B продається у вигляді білого порошку інколи спресованого в таблетки або желатинові капсули. Наркотик зазвичай вживають перорально, проте можливе також інтраназальне та інгаляційне застосування.

## Історія
2C-B вперше отриманий з 2,5-диметилоксибензальдегіду Олександром Шульгіном в 1974 році. Спочатку його використовували у психіатрії, як допоміжний препарат під час терапії. Його визнали одним з найкращих препаратів для цього застосування, завдяки невеликій тривалості ефектів, практичній відсутності абстинентного синдрому та побічних ефектів. Незабаром, після того, як препарат став популярним в медичній практиці, його почали використовувати як рекреаційний наркотик. 2C-B спочатку продавався як афродизіак, під торговою маркою "Erox", і виготовлявся німецькою фармацевтичною компанією Drittewelle. Також протягом кількох років його можна було придбати в Данії під торговою маркою "Nexus".

## Немедичне застосування
В 1985 2C-B став популярним в США як легальний замінник для виготовлення вуличного наркотику Екстазі, через внесення MDMA до списку психотропних засобів. В основному цей психоделік застосовують підлітки, які полюбляють відвідувати масові дискотеки.

## Токсичність і дозування
У вересні 1998 року Журнал Аналітичної Токсикології повідомив деякі дані про фармакологічні властивості, метаболізм та токсичність 2C-B. Смертельних випадків від його вживання не зафіксовано. Стандартна пероральна доза становить 15–25 міліграм, при якій проявляються візуальні ефекти. Серйозні побічні ефекти вкрай рідкісні, проте вживання може бути небезпечним у випадку, коли хімічний склад препарату не підтверджено.
| Доза        | Перорально | Інтраназально |
| ----------- | ---------- | ------------- |
| Мала        | 10 мг      | 4-6 мг        |
| Средня      | 15-25 мг   | 5-9 мг        |
| Велика      | 26-35 мг   | 10-20 мг      |
| Дуже велика | >35 мг     | >20 мг        |
| Тривалість  | 4-8 год    | 2-4 год       |

Летальна доза невідома . В книзі Олександра Шульгіна PiHKAL, описаний випадок випадкового вживання 100 мг речовини, проте навіть така доза не викликала жодних негативних наслідків для організму.
При продажі наркотику у вигляді таблеток "Екстазі", у них міститься приблизно 5 мг 2C-B що викликає стимулюючий ефект, схожий на MDMA; навпаки, таблетки з маркуванням 2C-B містять більшу кількість наркотику (10–20 мг) і викликають сильні зорові галюцинації. Чистота таблеток 2C-B на чорному ринку досить висока. Дослідження в Іспанії виявили, що зразки 2C-B містили домішки "в малих кількостях"; лише одна домішка,  н-ацетил, прекурсор 2C-B, була знайдена у розмірі 1.3 % у зразку. Автори дослідження вважають, що ця речовина є одним з проміжних продуктів синтезу 2C-B.

## Ефекти

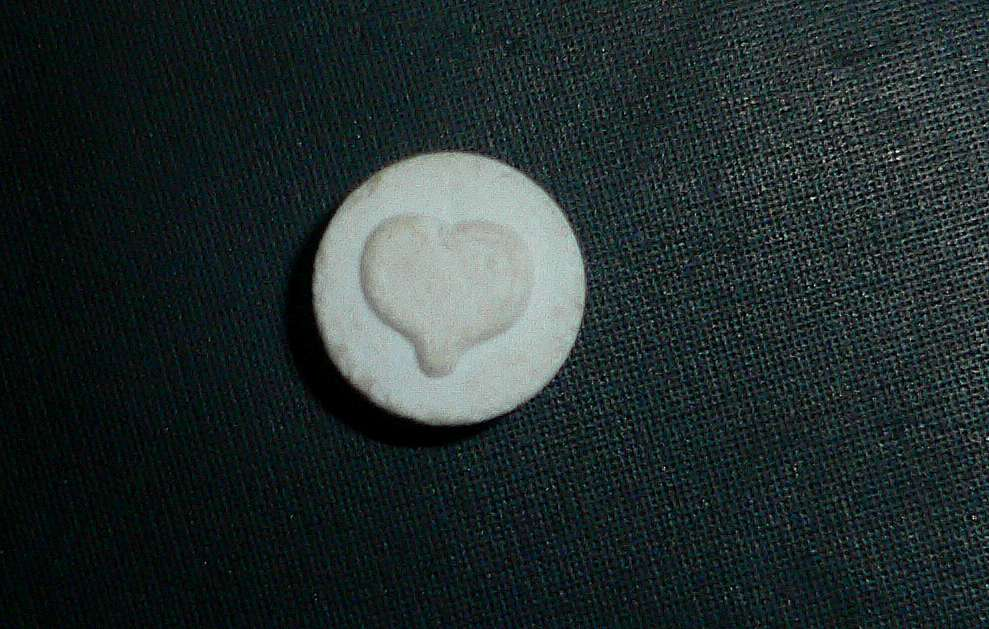
Таблетка 2C-B з логотипом

Ефекти 2С-B легко піддаються контролю; часто їх порівнюють із сумішшю ефектів LSD та MDMA. Експерименти на курчатах показали, що дози 5-10 мг викликають такі самі ефекти, як невеликі кількості амфетаміну. 
Суб'єктивні ефекти 2С-В згідно з обговореннями на тематичних форумах:
- При невеликих дозах інтенсивність тріпу міняється; він може ставати практично непомітним. Досвідчені користувачі повідомляють, що при бажанні силу ефектів можна контролювати, повертаючись при потребі до тверезого стану.
- Галюцинації посилюються і послаблюються, що викликає відчуття "хвиль" або свічіння. Часто їх описують так, ніби об'єкти приймають водяну текстуру.
- Під дією наркотику людина не може концентруватись. Часто спроби перегляду фільму чи гри у відеоігри викликають роздратування через неможливість зосередитися на сюжеті.
- Спостерігається постійна усмішка та хіхікання.
- Повідомляється, що під час прослуховування музики ефекти стають сильнішими і суб'єкт візуально спостерігає звуки та шуми.
- Можливе зниження гостроти зору.
- Підвищена увага до внутрішніх ментальних процесів.

Наступні ефекти проявляються під дією великих доз:
- Галюцинації з відкритими очима, такі як мультикоподібні викривлення простору і червоно-зелені аури навколо предметів. Галюцинації з відкритими очима є більш типовими, ніж із заплющенними.
- Впливає на здатність комунікувати та зосереджувати увагу.
- Можливе порушення координації.

### Побічні ефекти
- При вживанні можлива гіпотермія, спазми м'язів, уривчасте дихання, а також діарея.
- Повідомляється про головний біль після вживання великої дози.
- При дозах вищих 30-40 мг можливий страх та паніка.

### Тривалість
При пероральному прийомі 2C-B ефект проявляється через більший проміжок часу, ніж у випадку інтраназального. Перші ефекти у такому випадку появляються через 45-60 хвилин після вживання, плато триває 2-4 години, спад 1-2 години. При ректальному введенні перші ефекти відчуваються вже через 5–20 хвилин. При інтраназальному - через 1–10 хвилин. При вдиханні ефекти набагато сильніші та інтенсивніші, проте значно коротші, а пероральне вживання викликає слабший, зате триваліший тріп. У випадку інтраназального введення, перші ефекти з'являються дуже різко, проте плато починається через 20–40 хвилин і триває 2-3 години.

## Фармакологія
На відміну від більшості галюциногенів, 2C-B неефективний агоніст 5-HT2A , а можливо й повний антагоніст. Це свідчить про те, що дія препарату зумовлена в першу чергу впливом на рецептор 5-HT2C. Згідно з дослідженнями психоделіків сімейства 2С, сила антагонізму рецептора 5-HT2A зменшується зліва направо: 2C-I > 2C-B > 2C-D > 2C-H.
Дослідження показали, що 2C-B збільшує рівень дофаміну в мозку щурів, що також пояснює його стимулюючі властивості.

### Метаболізм
2C-B деамінується і деметилюється клітинами печінки, що продукує кілька інших продуктів. Окислювальне дезамінування утворює такі метаболіти як 2-(4-бромо-2,5-диметилоксифеніл)-етанол і 4-бромо-2,5-диметоксифенілоцтову кислоту. Також, 4-бромо-2,5-диметоксифенілоцтова кислота може утворюватись в процесі оксилювального деамінування. Далі ці речовини проходять деметилювання. Є деяка відмінність у метаболізмі 2C-B в різних видів. У печінці мишей утворюється 4-бромо-2,5-диметокси-фенол. 2-(4-бромо-2-гідрокси-5-метоксифеніл)-етанол утворюється клітинами печінки людей, мавп і кроликів.

### Аналоги та похідні
| 25B-NB*:              | *FLY:                        | Інші:                    |
| --------------------- | ---------------------------- | ------------------------ |
| 25B-NB3OMe            | 2C-B-BUTTERFLY               | 2C-B-AN                  |
| 25B-NB4OMe            | 2C-B-DragonFLY               | 2CB-Ind                  |
| 25B-NBF               | 2C-B-FLY                     | βk-2C-B (beta-keto 2C-B) |
| 25B-NBMD              | 2CB-5-hemifly                | TCB-2 (2C-BCB)           |
| 25B-NBOH              | 2CBFly-NBOMe (NBOMe-2CB-Fly) |                          |
| 25B-NBOMe (NBOMe-2CB) |                              |                          |

Багато похідних 2C-B досліджували для використання в медицині, включно з N-метил-2CB, N,N-диметил-2CB, N-етил-2CB і N-бензил-2CB. Більшість з них виявилась менш активною ніж 2C-B, наприклад N-етил-2CB в 40 разів слабше впливає на 5-HT2A рецептор. Проте N-бензилльна похідна виявилась більш спорідненою до  рецептора ніж сам 2C-B, при цьому N-(4-бромобензил)-2CB зв'язується з 5-HT2A ще сильніше. 

## Синтез
Синтез 2С-В з 2,5-диметоксибензальдегіду:

## Заходи щодо контролю[11]

### ООН[12]
Комісія ООН з питань наркотичних речовин в березні 2001 році додала 2C-B в Список 2 Конвенції про психотропні речовини.

### Україна
В Україні 2С-В належить до Списку 2 (Психотропні речовини, що підлягють контролю) [Архівовано 30 жовтня 2017 у Wayback Machine.]. Всі інші речовини родини 2С такі як 2С-Е, 2С-І, 25B-NBOMe належать до Списку 2 (Особливо небезпечні психотропні речовини) [Архівовано 30 жовтня 2017 у Wayback Machine.]

## Зовнішні посилання
- 2C-B в PiHKAL [Архівовано 22 листопада 2018 у Wayback Machine.]
- 2C-B в PiHKAL • info [Архівовано 18 вересня 2019 у Wayback Machine.]
- Erowid 2C-B сховище [Архівовано 26 квітня 2019 у Wayback Machine.]
- PsychonautWiki [Архівовано 29 листопада 2018 у Wayback Machine.]
- 2C-B ефекти [Архівовано 20 жовтня 2017 у Wayback Machine.]
- 2C-B Дозування [Архівовано 3 травня 2019 у Wayback Machine.]